# Rashir Parkins
Rashir Shakir Parkins Harris (ur. 23 lutego 2001 w Limón) – kostarykański piłkarz występujący na pozycji defensywnego pomocnika, reprezentant Kostaryki, od 2024 roku zawodnik Alajuelense.